# Santa Maria Portae Paradisi

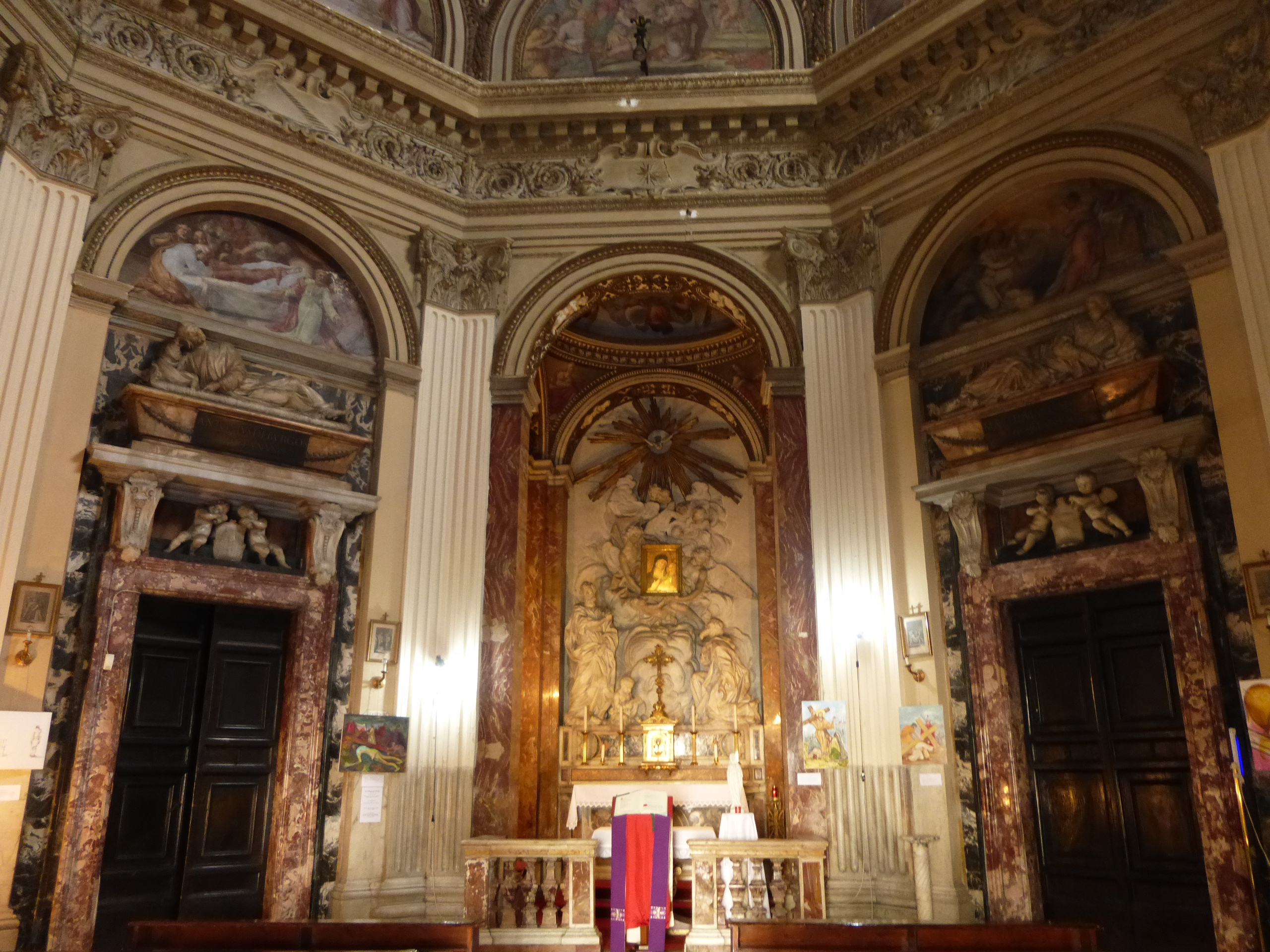
Altar

Santa Maria Portae Paradisi ist ein katholisches Gotteshaus in Rom, das in der Via di Ripetta im Stadtteil Campo Marzio liegt.

## Geschichte
Die Kirche war bereits im 9. Jahrhundert als Santa Maria in Augusta bekannt. Über die Herkunft des Namens Porta Paradisi oder einfach Portae Paradisi gibt es mehrere Theorien. Eine besagt, dass sie wegen in ihrer Nähe zu einer der Türen in den Mauern des nahe gelegenen Augustusmausoleum, paradiseiois genannt, befindet. Eine andere, weil der Friedhof des Ospedale di San Giacomo degli Incurabili (der 1836 aus hygienischen Gründen wegen der Choleraepidemie geschlossen wurde), das als Krankenhaus der Unheilbaren bekannt war, an sie angrenzte. Nach christlicher Überlieferung heißt der Ort, der die Gläubigen in die ewige Ruhe aufnimmt, „Paradies“, und „Paradiespforte“ war der Name des Ortes, der dorthin führte: daher der Name der Kirche, die für Begräbnisgottesdienste genutzt wird und in der Nähe des alten Krankenhausfriedhofs liegt.
Im 17. Jahrhundert wurde die Kirche von Angelo Torrone neben der alten Kirche Santa Maria in Augusta neu erbaut und übernahm deren Namen. An der Fassade in der Via di Ripetta befindet sich ein kleiner Portikus mit einem Marmorrelief, das die Madonna mit Kind darstellt und Sansovino zugeschrieben wird. Das Innere hat einen achteckigen Grundriss und enthält Werke aus dem 17. Jahrhundert von Pietro Paolo Ubaldini, Cosimo Fancelli, Paolo Naldini, Francesco Brunetti und Lorenzo Greuter. Über der Chorempore an der Gegenfassade steht die Tamburini-Pfeifenorgel opus 447 von 1962 mit 18 Registern auf zwei Manualen und Pedal.